# دنیل آسنوف
دنیل آسنوف (بلغاری: Даниел Асенов؛ زادهٔ ۱۷ مهٔ ۱۹۹۷) بوکسور اهل بلغارستان است.